# Agape
 For alternative betydninger, se Agape (flertydig). (Se også artikler, som begynder med Agape)
Agape er i Det nye testamente Guds faderlige kærlighed til menneskene, og den menneskelige kærlighed til Gud. Her regnes agape - i kontrast til eros og fili - som den højeste form for kærlighed.
Johannesevangeliet 3:16 beskrives ofte som opsummeringen af evangeliernes budskab: "For således elskede Gud verden, at han gav sin enbårne søn, for at enhver, som tror på ham, ikke skal fortabes, men have evigt liv."
I oldkirken blev agape brugt af kristne om det fælles måltid, kærlighedsmåltidet, der oprindeligt var en del af nadveren.